# Folsomia fimetarioides
Folsomia fimetarioides är en urinsektsart som först beskrevs av Axelson 1903.  Folsomia fimetarioides ingår i släktet Folsomia, och familjen Isotomidae. Arten är reproducerande i Sverige.